# Стрижак, Михаил Васильевич
Михаил Васильевич Стрижак (7 марта 1918, Недогарки, Александрийский район — 2000, Саратов) — советский борец вольного и классического стилей, чемпион и призёр чемпионатов СССР, мастер спорта СССР (1946), Заслуженный тренер РСФСР.

## Биография
Увлёкся борьбой в 1934 году. Работал тренером в обществе «Искра» (Саратов). Судья всесоюзной категории (1965).
Участник Великой Отечественной войны.

## Спортивные результаты

### Классическая борьба
- Чемпионат СССР по классической борьбе 1944 года — ;
- Чемпионат СССР по классической борьбе 1946 года — ;
- Чемпионат СССР по классической борьбе 1947 года — ;
- Чемпионат СССР по классической борьбе 1949 года — ;
- Чемпионат СССР по классической борьбе 1950 года — ;
- Чемпионат СССР по классической борьбе 1953 года — ;

### Вольная борьба
- Чемпионат СССР по вольной борьбе 1946 года — ;
- Чемпионат СССР по вольной борьбе 1947 года — ;

## Память
В Саратове проводится юношеский турнир по греко-римской борьбе «Кубок Михаила Васильевича Стрижака». В Запорожье памяти Михаила Стрижака и других мастеров запорожского ковра посвящен ежегодный традиционный юношеский турнир по греко-римской борьбе «Кубок Ратибора».